# Persona 2: Eternal Punishment
Persona 2: Eternal Punishment (ペルソナ２罰?, Perusona 2 Batsu, lett. ""Persona 2: Castigo"") è un videogioco di ruolo per PlayStation, sviluppato e pubblicato dalla Atlus e commercializzato nel 2000 in Giappone e America del Nord. Il titolo fa parte della serie di videogiochi Shin Megami Tensei: Persona e, in particolar modo, è la seconda parte di una storia iniziata con Persona 2: Innocent Sin, pubblicato nel 1999. È uscito anche per PlayStation Portable nel 2012, soltanto in Giappone.